# Florence Henri
Florence Henri (New York, 28 juni 1893 – Laboissière-en-Thelle, 24 juli 1982) was een surrealistisch kunstenaar, beroemd geworden vanwege haar fotografie uit de jaren 1927-1940. Ze bracht delen van haar jeugd door in Parijs, Wenen, het eiland Wight en Rome. In Rome leerde ze het futurisme kennen, wat een grote inspiratiebron voor haar zou worden. Ze studeerde in Berlijn, Parijs en Dessau waar ze zowel piano, schilderkunst als fotografie studeerde. Tijdens haar werkzame leven in Parijs (1929-1963) en Compiègne (1963-1982) was ze actief als kunstschilder en fotograaf. Haar werk omvat experimentele fotografie, reclame (o.a. voor Lanvin, Columbia en Ambre Solaire) en portretten, waaronder van andere kunstenaars zoals Jean Arp, Petra Van Doesburg, Sonia Delaunay, Wassili Kandinsky, Fernand Léger en Margarete Schall.

## Levensloop

### Jeugd
Florence Henri werd geboren in New York uit een Franse vader en een Duitse moeder.  Na het overlijden van haar moeder in 1895 begonnen Henri en haar vader te reizen voor zijn werk als directeur van een petroleummaatschappij. Tijdens hun verblijf in Parijs begon Henri op negenjarige leeftijd met pianolessen. In 1906 vestigden Henri en haar vader zich op het Isle of Wight in Engeland, waar haar vader in 1908 overleed. Na de dood van haar vader ging Henri in Rome wonen bij Gino Gori, een dichter die Henri introduceerde in de avant-garde kunstbeweging.

### Opleiding
Van 1910 tot 1922 studeerde Henri piano in Berlijn bij Egon Petri en pianist-componist Ferruccio Busoni. Tijdens de Eerste Wereldoorlog kon ze Berlijn niet verlaten, en onderhield ze zichzelf door pianotracks te componeren voor stomme films. Na een bezoek aan de kunstacademie in Berlijn besloot Henri om zich te gaan richten op schilderen in plaats van muziek. Gedurende deze periode concentreerde Henri zich op figuurstudies en landschappen. In deze tijd ontmoette ze ook de Joodse Duitse criticus en kunsthistoricus Carl Einstein, die tot aan zijn dood in 1940 een mentor en goede vriend van haar zou zijn. In Berlijn studeerde Henri bij kunstenaars als Johann Walter-Kurau en Wassily Kandinsky.
In 1924 wilde Henri naar Parijs te verhuizen, maar kreeg ze geen toestemming om zich in Frankrijk te vestigen. Op 18 juni 1924 trouwde ze in Luzern met Karl Anton Koster. Het was een verstandshuwelijk waarmee Henri toestemming kon krijgen om in Frankrijk te wonen. Koster en Henri scheidden in 1954.
In 1925 schreef Henri zich in Parijs in aan de Académie Moderne om te gaan studeren bij Fernand Léger en Amédée Ozenfant. Hier ontwikkelde ze zich in het kubisme en het constructivisme. In de zomer van 1925 organiseerde de Poolse schilder Victor Yanaga Poznanski de "Exposition International. L'Art d'Aujourd'hui." Het was de eerste internationale tentoonstelling van avant-gardekunst in Parijs sinds de Eerste Wereldoorlog. Naast Henri exposeerden er andere kunstenaars, onder wie Piet Mondriaan, Paul Klee en Pablo Picasso. Nadat ze in maart 1927 ook werk had tentoongesteld in de "Exposition de l'Académie Moderne" in de Galerie Aubier, schreef Henri zich in voor een zomercursus aan het Bauhaus in Dessau. Aan het Bauhaus studeerde ze bij de kunstenaars Josef Albers en László Moholy-Nagy, die haar lieten kennismaken met het medium fotografie. Ze woonde een tijd in bij Moholy-Nagy en raakte bevriend met zijn vrouw Lucia Mohol. Zij was zelf ook fotograaf (en maker van een portret van Henri) en moedigde haar aan om verder te gaan in de fotografie.

### Carriere
Reeds in 1928 exposeerde Henri al met foto's in een tentoonstelling met werk van bekende avant-garde fotografen als Edward Weston, Paul Strand en Germaine Krull. Haar werk nam eind jaren twintig een centrale plaats in binnen de wereld van de avant-gardefotografie. Een van haar zelfportretten werd door László Moholy-Nagy gepubliceerd in i10 Internationale Revue. Over haar werk als fotograaf zei Moholy-Nagy:
"Met de foto's van Florence Henri gaat de praktijk van de fotografie een nieuwe fase in, waarvan de reikwijdte tot vandaag ondenkbaar zou zijn geweest. Bovenop de nauwkeurige en exacte documentaire compositie van deze sterk gedefinieerde foto's, wordt onderzoek naar de effecten van licht niet alleen aangepakt via abstracte fotogrammen, maar ook in foto's van onderwerpen uit het echte leven ..."
In 1928 stopte Henri met schilderen. Ze werd in 1929 lid van de Parijse kunstenaarskring 'Cercle et Carré' en startte haar eigen portretfotostudio in Montparnasse. In datzelfde jaar raakte haar fotostudio al even bekend als die van Man Ray. Tot aan haar vertrek naar Compiègne in 1963 zou als professioneel freelance fotograaf werken.
Vanaf 1930 startte Henri met buitenfotografie. Eveneens in 1930 exposeerde ze in de Internationale Tentoonstelling 'Das Lichtbild' in München. Het jaar daarop toonde ze foto's op de tentoonstelling 'Foreign Advertising Photography' in New York. Haar werk werd vergeleken met dat van de fotografen Man Ray, László Moholy-Nagy, Adolphe Baron de Mayer en met Herbert Bayer, directeur van Bauhaus en de winnaar van de eerste prijs in New York. Daarmee voegde ze zich bij de iconen van de avant-garde uit deze periode. Het belang van haar werk werd erkend in solotentoonstellingen en publicaties in verschillende tijdschriften, waaronder NZ Wochenschau. Vanaf 1930 gaf ze ook les in fotografie, waaronder aan de toekomstige succesvolle fotografen Gisèle Freund en Lisette Model.
In de aanloop naar de Tweede Wereldoorlog ontstond er een merkbare achteruitgang in haar fotografische werk. Het werd steeds moeilijker om in Parijs aan het voor fotografie benodigde materiaal te komen. Ook liep haar experimentele stijl van fotograferen het gevaar om als 'entartet' betiteld te worden. Henri keerde daarom terug naar de abstracte schilderkunst, een kunstvorm die ze tot aan haar dood in de jaren tachtig zou blijven beoefenen.

### Karakteristieken
Kenmerkend voor de fotografie van Henri is dat ze volledige controle heeft over alle aspecten: zowel de compositie, de belichting als de uitsnede. Compositie is het centrale uitgangspunt van haar fotografie. Veel van haar foto's bevatten spiegels, die ze gebruikte om haar werk te dramatiseren, zowel in commercieel werk en bij het maken van (zelf-) portretten. Spiegels gebruikte ze om verschillende gezichtspunten te creëren en te spelen met perspectief, waarmee ze de principes van kubisme en constructivisme toepaste op haar fotografie. Ook maakte ze nieuwe composities door uitsnedes van gefotografeerde stillevens samen te voegen tot een nieuw beeld (collagetechniek). Kenmerkend voor haar portretten is dat de persoon meestal naar beneden of opzij kijkt, hard is belicht en krap is uitgesneden. Henri was ook de eerste vrouw die begon met het fotograferen van vrouwelijk naakt.
Over haar fotografisch werk zei Henri: "Wat ik vooral wil in fotografie is het beeld samenstellen zoals ik dat doe met schilderijen. Het is noodzakelijk dat de volumes, lijnen, schaduwen en licht mijn wil gehoorzamen en zeggen wat ik wil dat ze zeggen. En dit onder de strengste controle van compositie, omdat ik noch probeer te vertellen over de wereld, noch over mijn gedachten. Alles wat ik weet en de manier waarop ik het weet, is vooral gemaakt van abstracte elementen: bollen, vlakken en rasters met parallelle lijnen zijn geweldige bronnen voor mij."

### Nalatenschap
Het werk van Henri werd in 2021 geëxposeerd in de tentoonstelling Women in Abstraction in het Centre Pompidou. Haar werk is verder opgenomen in de vaste collecties van het J. Paul Getty Museum, het Metropolitan Museum of Art  en het Museum of Modern Art.